# Dekanat Dębno
Dekanat Dębno – jeden z dekanatów należący do archidiecezji szczecińsko-kamieńskiej. Funkcję dziekana pełni ks. Robert Dmochowski SDB.

## Parafie
- Cychry (pw. św. Stanisława BM)
- Dębno (pw. MB Fatimskiej)
- Dębno (pw. św. Ap. Piotra i Pawła)
- Różańsko (pw. św. Michała Archanioła)
- Sarbinowo (pw. św. Wniebowzięcia NMP)
- Smolnica (pw. Narodzenia NMP)